# Shore Acres
Shore Acres is een Amerikaanse dramafilm uit 1920 onder regie van Rex Ingram.

## Verhaal
Helen Berry woont op de boerderij van haar vader Martin en haar oom Nat. De bankier Josiah Blake heeft zijn zinnen gezet op hun eigendom. Hij overreedt Martin om een hypotheek te nemen op de boerderij en met het geld een investering in olieaandelen te financieren. Wanneer de oliemaatschappij op de fles gaat, eist hij Helen als beloning voor zijn hulp. Zij gaat ervandoor met Sam Warren, een ex-bediende van Blake. Er wordt gevreesd dat het stel is omgekomen bij een storm op zee, omdat Martin zich heeft bemoeid met de werkzaamheden van oom Nat in de vuurtoren.

## Rolverdeling
| Acteur           | Personage       |
| ---------------- | --------------- |
| Alice Lake       | Helen Berry     |
| Robert Walker    | Sam Warren      |
| Edward Connelly  | Nat Berry       |
| Frank Brownlee   | Martin Berry    |
| Joseph Kilgour   | Josiah Blake    |
| Margaret McWade  | Ann Berry       |
| Nancy Caswell    | Milly Berry     |
| Franklyn Garland | Kapitein Ben    |
| Burwell Hamrick  | Jonge Nat Berry |
| Richard Headrick | Richard Berry   |
| Carol Jackson    | Carol Berry     |
| John P. Morse    | Tom             |
| Mary Beaton      |                 |